# Pero Čolić
Pero Čolić ( Staro Selo, 4 de outubro de 1937 — Belgrado, 5 de setembro de 2006 ) foi um major-general do Exército da Republika Srpska.

## Biografia
Ele nasceu no dia 4 de outubro de 1937 na vila de Staro Selo, município de Glamoč, condado de Glamočki no Reino da Iugoslávia (atual Bósnia e Herzegovina). Concluiu o curso de suboficial durante seu serviço obrigatório no Exército Popular da Iugoslávia no qual foi promovido ao posto de sargento. Serviu ao Exército Popular Iugoslavo, nas guarnições de Valjev, Djakovica, Banja Luka, Travnik e Prijedor. Foi promovido ao rank de Major General em 8 de novembro de 1996.  
Ele se juntou ao exército da Republika Srpska em 15 de maio de 1992. Ele serviu como comandante da 5º. Brigada de Infantaria Ligeira Kozar.
Após a guerra na Bósnia e Herzegovina, foi assistente do comandante do Grupo Operativo Doboj, oficial da Autoridade de Moral, Informação e Assuntos Jurídicos do comando do Primeiro Corpo de Krajina em Banja Luka e Chefe do Estado-Maior General do Exército da República Sérvia em Bjeljina. Ele se aposentou no dia 31 de outubro de 1997  Na música "Pukovnice Colicu", Rodoljub Roki Vulović canta sobre ele. 
Ele morreu no dia 5 de setembro de 2006 em Belgrado, onde foi sepultado. 

## Condecorações recebidas
- Ordem do Mérito Militar com Espadas de Prata
- Ordem do Exército Popular com estrela de prata
- Estrela Karađorđev de terceira ordem
- Estrela Karađorđev de segunda ordem.

## Ver mais
- Exército da República Srpska
- Guerra da Bósnia

## Literatura
- Generais da República Srpska 1992 - 2017. Dicionário biográfico , grupo de autores, Ministério do Trabalho e Proteção à Deficiência dos Veteranos do RS, Banja Luka, 2017.